# Stictoptera camerunica
Stictoptera camerunica là một loài bướm đêm trong họ Noctuidae.